# 1764 Cogshall
1764 Cogshall è un asteroide della fascia principale del diametro medio di circa 26,21 km. Scoperto nel 1953, presenta un'orbita caratterizzata da un semiasse maggiore pari a 3,0886080 UA e da un'eccentricità di 0,1273045, inclinata di 2,22913° rispetto all'eclittica.
L'asteroide è dedicato all'astronomo statunitense Wilbur A. Cogshall, professore di astronomia all'Università dell'Indiana e direttore dell'Osservatorio Kirkwood fra il 1900 e il 1944.